# ゲーリー・ジェスタッド
ゲーリー・アーサー・ジェスタッド（Garry Arthur Jestadt、1947年3月19日 - ）は、アメリカ合衆国イリノイ州シカゴ出身の元プロ野球選手（内野手）。
日本ハムでの登録名は「ジェスター」、大洋での登録名は「ゲーリー」。

## 来歴・人物
フリモント高校を経て、1965年のMLBドラフト7巡目でシカゴ・カブスに指名され契約したが、カブスでのメジャー昇格は無かった。
1968年のエクスパンション・ドラフトでモントリオール・エクスポズに移籍し、1969年9月17日のメッツ戦（ジェリー・パーク）でゲイリー・ワセルスキーの代打としてメジャーデビューを果たした。結果はショートゴロであった。
1970年シーズン途中に古巣・カブスに移籍したが、同年のメジャー出場は無かった。
1971年にカブスでメジャー再昇格を果たしたが、カブスでは3試合に出場したのみで、同年シーズン途中にサンディエゴ・パドレスに移籍。パドレスでは75試合に出場した。
1972年には92試合に出場したが、1973年以降はメジャーでの出場機会は無かった。
1975年に日本ハムファイターズへ日本ハム球団初の外国人野手として入団。一塁手以外のすべての内野を守れるとのキャッチフレーズで、130試合に出場したが主軸としては長打力・確実性ともに欠け、同年オフに解雇された。
翌1976年は大洋ホエールズに移籍したが、同年限りで引退したクリート・ボイヤーの「俺の引退後の三塁は彼しかいない」の一言が大洋入団の決め手となった。移籍した1976年も一塁以外の全ての内野を守り、18本塁打と主砲としての活躍も見せるようになったが、確実性の向上は見られず、シーズン終了後に退団となった。
帰国後の1977年と1980年にサンフランシスコ・ジャイアンツ傘下AAA級フェニックス・ファイアーバーズでプレーしたのを最後に現役を引退した。

## 詳細情報

### 年度別打撃成績
| 年 度    | 球 団    | 試 合 | 打 席 | 打 数 | 得 点 | 安 打 | 二 塁 打 | 三 塁 打 | 本 塁 打 | 塁 打 | 打 点 | 盗 塁 | 盗 塁 死 | 犠 打 | 犠 飛 | 四 球 | 敬 遠 | 死 球 | 三 振 | 併 殺 打 | 打 率 | 出 塁 率 | 長 打 率 | O P S |
| -------- | -------- | ----- | ----- | ----- | ----- | ----- | -------- | -------- | -------- | ----- | ----- | ----- | -------- | ----- | ----- | ----- | ----- | ----- | ----- | -------- | ----- | -------- | -------- | ----- |
| 1969     | MON      | 6     | 6     | 6     | 1     | 0     | 0        | 0        | 0        | 0     | 1     | 0     | 0        | 0     | 0     | 0     | 0     | 0     | 0     | 0        | .000  | .000     | .000     | .000  |
| 1971     | CHC      | 3     | 3     | 3     | 0     | 0     | 0        | 0        | 0        | 0     | 0     | 0     | 0        | 0     | 0     | 0     | 0     | 0     | 0     | 0        | .000  | .000     | .000     | .000  |
| 1971     | SD       | 75    | 204   | 189   | 17    | 55    | 13       | 0        | 0        | 101   | 13    | 1     | 3        | 3     | 1     | 11    | 0     | 0     | 24    | 9        | .291  | .328     | .360     | .688  |
| '71計    | SD       | 78    | 207   | 192   | 17    | 55    | 13       | 0        | 0        | 101   | 13    | 1     | 3        | 3     | 1     | 11    | 0     | 0     | 24    | 9        | .286  | .324     | .354     | .678  |
| 1972     | SD       | 92    | 280   | 256   | 15    | 63    | 5        | 1        | 6        | 88    | 22    | 0     | 0        | 10    | 1     | 13    | 2     | 0     | 21    | 5        | .246  | .281     | .344     | .625  |
| 1975     | 日本ハム | 130   | 476   | 451   | 34    | 109   | 18       | 1        | 9        | 156   | 45    | 2     | 2        | 5     | 3     | 14    | 1     | 3     | 45    | 12       | .242  | .268     | .346     | .613  |
| 1976     | 大洋     | 126   | 484   | 437   | 41    | 103   | 22       | 0        | 18       | 179   | 37    | 1     | 4        | 4     | 2     | 38    | 4     | 3     | 46    | 7        | .236  | .300     | .410     | .710  |
| MLB：3年 | MLB：3年 | 176   | 493   | 454   | 33    | 118   | 18       | 1        | 6        | 156   | 36    | 1     | 3        | 13    | 2     | 24    | 2     | 0     | 45    | 14       | .260  | .296     | .344     | .639  |
| NPB：2年 | NPB：2年 | 256   | 960   | 888   | 75    | 212   | 40       | 1        | 27       | 335   | 82    | 3     | 6        | 9     | 5     | 52    | 5     | 6     | 91    | 19       | .239  | .284     | .377     | .661  |

### 記録
NPB
- 初出場・初先発出場：1975年4月5日、対太平洋クラブライオンズ前期1回戦（平和台球場）、4番・三塁手として先発出場
- 初安打：1975年4月12日、対阪急ブレーブス前期2回戦（後楽園球場）、9回裏に山田久志から二塁打
- 初打点：1975年4月13日、対阪急ブレーブス前期3回戦（後楽園球場）、6回裏に足立光宏から
- 初本塁打：1975年4月20日、対ロッテオリオンズ前期5回戦（川崎球場）、2回表に村田兆治から右越先制ソロ

### 背番号
- 41（1969年）
- 16（1971年）
- 12（1971年 - 1972年）
- 3（1975年）
- 9（1976年）

### 登録名
- ジェスター（1975年）
- ゲーリー（1976年）